# Franz Waxman
Pour les articles homonymes, voir Waxman.
Franz Waxman, né Franz Wachsmann, est un compositeur américain d'origine allemande, né le 24 décembre 1906 à Königshütte (actuellement en Pologne), mort le 24 février 1967 à Los Angeles (Californie). Compositeur de très nombreuses musiques de film, il est particulièrement connu, dans le domaine musical, pour sa Carmen Fantaisie pour violon, d'abord composée pour le film Humoresque puis reprise pour le violoniste Jascha Heifetz. Elle reste une des pièces les plus difficiles et les plus jouées au violon.

## Biographie
Il débute en Allemagne dans l'orchestration de la musique de Friedrich Hollaender dans le film L'Ange bleu (Der blaue Engel) en 1930. Puis, il écrit quelques musiques de films allemands. D'origine juive, il émigre en France en 1933 avant d'arriver aux États-Unis en 1935.
Compositeur de nombreuses musiques de film, il fut nommé 12 fois pour les Oscars de la meilleure musique de film et gagna l'Oscar deux années consécutives : (1950) et (1951). Parallèlement, il fonda en 1947 le Festival International de Musique de Los Angeles et fut à sa tête pendant 20 ans. Ce festival organisa les premières mondiales de compositeurs tels Igor Stravinsky, William Walton, Ralph Vaughan Williams, Dmitri Chostakovitch et Arnold Schönberg.

## Compositeur

### Musique de films

#### Cinéma

##### Années 1930
- 1930 : Das Kabinett des Dr. Larifari de Robert Wohlmuth
- 1930 : Le Cambrioleur (Einbrecher) de Hanns Schwarz
- 1931 : L'Homme qui cherche son assassin de Robert Siodmak (co-compositeur avec Friedrich Hollaender)
- 1931 : Das Lied vom Leben d'Alexis Granowsky
- 1932 : Nous les mères (Das Erste Recht des Kindes) de Fritz Wendhausen
- 1932 : Un peu d'amour de Hans Steinhoff
- 1932 : Pile ou Face (Das Mädel vom Montparnasse) de Hanns Schwarz
- 1932 : Scampolo, ein Kind der Straße de Hans Steinhoff (co-compositeur avec Artur Guttmann)
- 1933 : Paprika de Jean de Limur
- 1933 : The Only Girl de Friedrich Hollaender
- 1933 : Moi et l'Impératrice (Ich und die Kaiserin) de Friedrich Hollaender
- 1933 : Tout mon cœur Veronika (Gruß und Kuß – Veronika) de Carl Boese
- 1934 : Mauvaise Graine de Billy Wilder et Alexander Esway (co-compositeur avec Allan Gray)
- 1934 : Liliom de Fritz Lang (co-compositeur avec Jean Lenoir)
- 1934 : La crise est finie de Robert Siodmak(co-compositeur avec Jean Lenoir)
- 1934 : Dédé de René Guissart (co-compositeur avec Henri Christiné)
- 1935 : La Fiancée de Frankenstein (Bride of Frankenstein) de James Whale
- 1935 : Les Caprices de Suzanne (The Affair of Susan) de William A. Seiter (musique de Friedrich Hollaender)
- 1935 : Diamond Jim d'A. Edward Sutherland
- 1935 : Cinquante mille dollars morte ou vive (Three Kids and a Queen) d'Edward Ludwig
- 1935 : Cocktails et Homicides (Remember Last Night?) de James Whale
- 1935 : Le Secret magnifique (Magnificent Obsession) de John M. Stahl
- 1936 : Dangerous Waters de Lambert Hillyer
- 1936 : The First Offence de Herbert Mason
- 1936 : Don't Get Personal de William Nigh
- 1936 : L'Or maudit (Sutter's Gold) de James Cruze
- 1936 : Le Rayon invisible (The Invisible Ray) de Lambert Hillyer
- 1936 : Ce que femme veut (Love Before Breakfast) de Walter Lang
- 1936 : Absolute Quiet de George B. Seitz
- 1936 : Furie (Fury) de Fritz Lang
- 1936 : À vos ordres, Madame (Trouble for Two) de J. Walter Ruben
- 1936 : Les Poupées du diable (The Devil-Doll) de Tod Browning (cocompositeur avec Edward Ward)
- 1936 : La Fièvre des tropiques (His Brother's Wife) de W. S. Van Dyke
- 1936 : Loufoque et Cie (Love on the Run) de W. S. Van Dyke
- 1937 : Capitaines courageux (Captains Courageous) de Victor Fleming
- 1937 : L'Inconnue du palace (The Bride Wore Red) de Dorothy Arzner
- 1937 : Valet de cœur (Personal Property) de W. S. Van Dyke
- 1937 : Le Secret des chandeliers (The Emperor's Candlesticks) de George Fitzmaurice
- 1938 : Man-Proof de Richard Thorpe
- 1938 : Le Retour d'Arsène Lupin (Arsène Lupin Returns) de George Fitzmaurice
- 1938 : Pilote d'essai (Test Pilot) de Victor Fleming
- 1938 : Trois Camarades (Three Comrades) de Frank Borzage
- 1938 : Port of Seven Seas de James Whale
- 1938 : Un envoyé très spécial (Too Hot to Handle) de Jack Conway
- 1938 : La Famille sans-souci (The Young in Heart) de Richard Wallace
- 1938 : L'Ensorceleuse (The Shining Hour) de Frank Borzage
- 1938 : Coup de théâtre (Dramatic school) de Robert B. Sinclair
- 1938 : Un conte de Noël (A Christmas Carol) d'Edwin L. Marin
- 1939 : Les Aventures d'Huckleberry Finn (The Adventures of Huckleberry Finn) de Richard Thorpe
- 1939 : Mon mari conduit l'enquête (Fast and Loose) d'Edwin L. Marin
- 1939 : Bridal Suite de Wilhelm Thiele
- 1939 : On Borrowed Time de Harold S. Bucquet
- 1939 : La Dame des tropiques (Lady of the Tropics) de Jack Conway
- 1939 : Mon mari court encore (Fast and Furious) de Busby Berkeley
- 1939 : Henry Goes Arizona d'Edwin L. Marin (musique de David Snell)

##### Années 1940
- 1940 : Le Cargo maudit (Strange Cargo) de Frank Borzage
- 1940 : Rebecca d'Alfred Hitchcock
- 1940 : La Vie de Thomas Edison (Edison, the Man) de Clarence Brown
- 1940 : Florian d'Edwin L. Marin
- 1940 : Sporting Blood de S. Sylvan Simon
- 1940 : Monsieur Wilson perd la tête (I Love You Again) de W. S. Van Dyke
- 1940 : La Fièvre du pétrole (Boom Town) de Jack Conway
- 1940 : Escape de Mervyn LeRoy
- 1940 : Indiscrétions (The Philadelphia Story) de George Cukor
- 1940 : L'Appel des ailes (Flight Command) de Frank Borzage
- 1941 : The Bad Man de Richard Thorpe
- 1941 : Docteur Jekyll et M. Hyde (Dr. Jekyll and Mr. Hyde) de Victor Fleming
- 1941 : Histoire inachevée (Unfinished business) de Gregory La Cava
- 1941 : Franc Jeu (Honky Tonk) de Jack Conway
- 1941 : The Feminine Touch de W. S. Van Dyke
- 1941 : Soupçons (Suspicion) de Alfred Hitchcock
- 1941 : Kathleen de Harold S. Bucquet
- 1941 : Évitons le scandale ! (Design for Scandal) de Norman Taurog
- 1942 : La Femme de l'année (Woman of the Year) de George Stevens
- 1942 : Her Cardboard Lover de George Cukor
- 1942 : Journey for Margaret de W. S. Van Dyke
- 1942 : Sept Amoureuses (Seven Sweethearts) de Frank Borzage
- 1942 : Quelque part en France (Reunion in France) de Jules Dassin
- 1943 : Air Force de Howard Hawks
- 1943 : L'Ange des ténèbres (Edge of Darkness) de Lewis Milestone
- 1943 : Madame Curie de Mervyn LeRoy
- 1943 : Destination Tokyo de Delmer Daves
- 1943 : L'Impossible Amour (Old Acquaintance) de Vincent Sherman
- 1944 : In Our Time de Vincent Sherman
- 1944 : Femme aimée est toujours jolie (Mr. Skeffington) de Vincent Sherman
- 1944 : Janie de Michael Curtiz
- 1944 : Le Port de l'angoisse (To Have and Have Not) de Howard Hawks
- 1944 : The Very Thought of You de Delmer Daves
- 1945 : Aventures en Birmanie (Objective, Burma!) de Raoul Walsh
- 1945 : Bombes sur Hong-Kong (God Is My Co-Pilot) de Robert Florey
- 1945 : Hôtel Berlin de Peter Godfrey
- 1945 : The Horn Blows at Midnight de Raoul Walsh
- 1945 : L'Orgueil des marines (Pride of the Marines) de Delmer Daves
- 1945: Agent secret (Confidential Agent) de Herman Shumlin
- 1946 : Humoresque de Jean Negulesco
- 1946 : Her Kind of Man de Frederick de Cordova
- 1947 : L'Amant sans visage (Nora Prentiss) de Vincent Sherman
- 1947 : La Seconde Madame Carroll (The Two Mrs. Carrolls) de Peter Godfrey
- 1947 : Le Loup des sept collines (Cry Wolf) de Peter Godfrey
- 1947 : La Possédée (Possessed) de Curtis Bernhardt
- 1947 : Les Passagers de la nuit (Dark Passage) de Delmer Daves
- 1947 : Le crime était presque parfait (The Unsuspected) de Michael Curtiz
- 1947 : Scandale en Floride (That Hagen Girl) de Peter Godfrey
- 1947 : Le Procès Paradine (The Paradine Case) d'Alfred Hitchcock
- 1948 : Raccrochez, c'est une erreur ! (Sorry, Wrong Number) d'Anatole Litvak
- 1948 : La Vérité nue (No Minor Vices) de Lewis Milestone
- 1948 : Whiplash de Lewis Seiler
- 1949 : Un pacte avec le diable (Alias Nick Beal) de John Farrow
- 1949 : Night Unto Night de Don Siegel
- 1949 : La Corde de sable (Rope of Sand) de William Dieterle
- 1949 : Horizons en flammes (Task Force) de Delmer Daves
- 1949 : Johnny Holiday de Willis Goldbeck

##### Années 1950
- 1950 : Boulevard du crépuscule (Sunset Boulevard) de Billy Wilder
- 1950 : Les Furies (The Furies) d'Anthony Mann
- 1950 : La Main qui venge (Dark City) de William Dieterle
- 1950 : Les Forbans de la nuit (Night and the city) de Jules Dassin
- 1951 : Fort Invincible (Only the Valiant) de Gordon Douglas
- 1951 : Menace dans la nuit (He Ran All the Way) de John Berry
- 1951 : Une place au soleil (A Place in the Sun) de George Stevens
- 1951 : La Flibustière des Antilles (Anne of the Indies) de Jacques Tourneur
- 1951 : La Femme au voile bleu (The Blue Veil) de Curtis Bernhardt
- 1951 : Montagne rouge (Red Mountain) de William Dieterle
- 1951 : Le Traître (Decision Before Dawn) d'Anatole Litvak
- 1952 : Appel d'un inconnu (Phone Call from a Stranger) de Jean Negulesco
- 1952 : Prisonniers du marais (Lure of the Wilderness) de Jean Negulesco
- 1952 : Reviens petite Sheba (Come Back, Little Sheba) de Daniel Mann
- 1952 : Ma cousine Rachel (My Cousin Rachel) de Henry Koster
- 1953 : Les Bagnards de Botany Bay (Botany Bay) de John Farrow
- 1953 : Le Cirque en révolte (Man on a Tightrope) d'Elia Kazan
- 1953 : J'aurai ta peau (I, the Jury') d'Harry Essex
- 1953 : Un lion dans les rues (A Lion Is in the Streets) de Raoul Walsh
- 1954 : Fenêtre sur cour (Rear Window) d'Alfred Hitchcock
- 1954 : Prince Vaillant (Prince Valiant) de Henry Hathaway
- 1954 : La Piste des éléphants (Elephant Walk) de William Dieterle
- 1954 : Les Gladiateurs (Demetrius and the Gladiators) de Delmer Daves
- 1954 : Toi mon amour (This Is My Love) de Stuart Heisler
- 1954 : Le Calice d'argent (The Silver Chalice) de Victor Saville
- 1955 : Tant que soufflera la tempête (Untamed) de Henry King
- 1955 : Le Seigneur de l'aventure (The Virgin Queen) de Henry Koster
- 1955 : Permission jusqu'à l'aube (Mister Roberts) de John Ford, Mervyn LeRoy et Joshua Logan
- 1955 : La Rivière de nos amours (The Indian Fighter) d'André de Toth
- 1956 : Immortel Amour de Rudolph Maté
- 1956 : Face au crime (Crime in the Streets) de Don Siegel
- 1956 : Les Échappés du néant (Back from Eternity) de John Farrow
- 1957 : L'Odyssée de Charles Lindbergh (The Spirit of St. Louis) de Billy Wilder
- 1957 : Ariane (Love in the Afternoon) de Billy Wilder
- 1957 : Sayonara de Joshua Logan
- 1957 : Les Plaisirs de l'enfer (Peyton Place) de Mark Robson
- 1958 : L'Odyssée du sous-marin Nerka (Run Silent Run Deep) de Robert Wise
- 1958 : Retour avant la nuit (Home Before Dark) de Mervyn Le Roy
- 1959 : J'ai épousé un Français (Count Your Blessings) de Jean Negulesco
- 1959 : Au risque de se perdre (The Nun's Story) de Fred Zinnemann
- 1959 : En lettres de feu (Career) de Joseph Anthony
- 1959 : Un matin comme les autres (Beloved Infidel) de Henry King

##### Années 1960
- 1960 : L'Histoire de Ruth (The Story of Ruth) de Henry Koster
- 1960 : Sunrise at Campobello de Vincent J. Donehue
- 1960 : La Ruée vers l'Ouest (Cimarron) d'Anthony Mann et Charles Walters
- 1961 : Les lauriers sont coupés (Return to Peyton Place) de José Ferrer
- 1961 : King of the Roaring 20's: The Story of Arnold Rothstein de Joseph M. Newman
- 1962 : Ma geisha (My Geisha) de Jack Cardiff
- 1962 : Aventures de jeunesse (Hemingway's Adventures of a Young Man) de Martin Ritt
- 1962 : Taras Bulba de J. Lee Thompson
- 1966 : Les Centurions (Lost Command) de Mark Robson

#### Télévision

##### Séries télévisées
- 1959 : La Quatrième Dimension (The Twilight Zone) (saison 1, épisode 4 : The Sixteen-Millimeter Shrine)
- 1963 : Le Fugitif (The Fugitive)
- 1963 : Arrest and Trial (en) (saison 1, épisode 2, 6 et 7 : Isn't It a Lovely View, A Flame in the Dark, Whose Little Girl Are You?)
- 1964 : The Twentieth Century (saison 7, épisodes 10, 11 et 25 : The Plots Against Hitler, Part 1 & 2, Lenin and Trotsky)
- 1964 : Haute Tension (Kraft Suspense Theatre) (saison 2, épisodes 2, 4, 7 et 18 : Operation Greif, That He Should Weep for Her, Graffiti, Won't It Ever Be Morning?)
- 1966 : Gunsmoke (Gunsmoke) (saison 11, épisodes 18 et 19 : The Raid: Part 1 & 2)
- 1966 : Le Virginien (The Virginian) (saison 5, épisode 4 : An Echo of Thunder)

##### Téléfilm
- 1967 : L'Évasion la plus longue (The Longest Hundred Miles) de Don Weis
- 1968 : To Die in Paris de Charles S. Dubin et Allen Reisner

### Musique classique
- 1939 : Souvenir de Paris, 3 valses pour orchestre de chambre
- 1944 : Elegie
- 1946 : Ouverture, pour trompette et orchestre
- 1947 : Carmen-Fantasie, pour violon et orchestre
- 1947 : Rhapsodie roumaine n° 1 d'après Enesco, pour violon et orchestre
- 1947 : Variations sur "Auld lang syne", pour violon, piano et cordes
- 1947 : Tristan and Isolde Fantasia, pour piano, violon et orchestre
- 1947 : Rhapsodie, pour piano et orchestre The Paradine Case
- 1948 : Passacaglia, pour orchestre
- 1949 : The Charm Bracelet, pour piano, ou orchestre de chambre
- 1954 : Introduction et Scherzo, pour violoncelle et orchestre
- 1955 : Sinfonietta, pour cordes et timbales
- 1958 : Joshua, oratorio pour solistes, récitant, chœur mixte et orchestre
- 1958 : Suites symphoniques, d'après The Spirit of St Louis (1958), Hemingway (1962) et Ruth (1960)
- 1962 : The Ride of the Cossaks, pour orchestre
- 1964 : The Song of Terezin, cycle de Lieder pour mezzo, chœur mixte, chœur d'enfants et orchestre

## Acteur
- 1957 : Ariane (Love in the Afternoon) de Billy Wilder

## Distinctions

### Récompenses
- 1950 : Oscar de la meilleure musique de film pour Boulevard du crépuscule (Sunset Boulevard) de Billy Wilder
- 1951 : Oscar de la meilleure musique de film pour Une place au soleil (A Place in the Sun) de George Stevens
- 1957 : Ordre du Mérite de la République fédérale d'Allemagne

### Nominations
- 1938 : Oscar de la meilleure musique de film : La Famille sans-souci (The Young in Heart) de Richard Wallace
- 1940 : Oscar de la meilleure musique de film : Rebecca d'Alfred Hitchcock
- 1941 : Oscar de la meilleure musique de film : Soupçons (Suspicion) d'Alfred Hitchcock
- 1941 : Oscar de la meilleure musique de film : Docteur Jekyll et M. Hyde (Dr. Jekyll and Mr. Hyde) de Victor Fleming
- 1945 : Oscar de la meilleure musique de film : Aventures en Birmanie (Objective, Burma!) de Raoul Walsh
- 1946 : Oscar de la meilleure musique de film : Humoresque de Jean Negulesco
- 1954 : Oscar de la meilleure musique de film : Le Calice d'argent (The Silver Chalice) de Victor Saville
- 1959 : Oscar de la meilleure musique de film : Au risque de se perdre (The Nun's Story) de Fred Zinnemann
- 1962 : Oscar de la meilleure musique de film : Tarass Bulba (Taras Bulba) de J. Lee Thompson